# 角胡麻
角胡麻（学名：Martynia annua）为角胡麻科角胡麻属下的一个种。